# Beyond Appearances
Beyond Appearances – trzynasty album studyjny zespołu Santana, wydany w 1985 roku.

## Lista utworów
Opracowano na podstawie materiału źródłowego.
1. „Breaking Out” (Johnson, Ligertwood) – 4:30
2. „Written in Sand” (Froom, Stahl) – 3:49
3. „Brotherhood” (Sancious, Santana, Thompson) – 2:26
4. „Spirit” (Johnson, Ligertwood, Rekow) – 5:04
5. „Right Now” (Ligertwood, Santana) – 5:58
6. „Who Loves You” (Santana, Thompson, Vilato) – 4:06
7. „I’m the One Who Loves You” (Mayfield) – 3:17
8. „Say It Again” (Garay, Goldstein, Lapeau) – 3:27
9. „Two Points of View” (Ligertwood, Santana) – 4:54
10. „How Long” (Patton) – 4:00
11. „Touchdown Raiders” (Santana) – 3:08

## Twórcy
Opracowano na podstawie materiału źródłowego.
- Carlos Santana – gitara
- Alphonso Johnson – bas
- Chester D. Thompson – keyboard, syntezator
- David Sancious – keyboard, syntezator
- Chester Cortez Thompson – perkusja
- Greg Walker – wokal

## Listy sprzedaży
| Lista           | Kraj              | Pozycja |
| --------------- | ----------------- | ------- |
| Billboard 200   | Stany Zjednoczone | 50      |
| ARIA Charts     | Australia         | 57      |
| UK Albums Chart | Wielka Brytania   | 58      |